# Tim Robbins
Timothy Francis Robbins (født 16. oktober 1958 i West Covina, Californien, USA) er en amerikansk Oscar-vindende skuespiller, manuskriptforfatter, filminstruktør, producent, aktivist og musiker.
Robbins er opvokset i Greenwich Village på Manhattan. Han har læst ved School of Theater, Film and Television ved University of California, Los Angeles. Han debuterede allerede som teenager ved Theater for the New City i New York.
Fra 1988 til 2009 dannede han par med skuespilleren Susan Sarandon. Parret udtalte sig ofte i politiske spørgsmål, bl.a. er Robbins modstander af dødsstraf i USA og Irakkrigen. Han er medlem af The Green Party.
I 2003 modtog Tim Robbins en Oscar for bedste mandlige hovedrolle for sin rolle som Dave Boyle i Mystic River.

## Udvalgt filmografi
- Top Gun (1986)
- En farlig ven (1987)
- Cadillac Man (1990)
- Et frækt tilbud (1993)
- Short Cuts (1993)
- Prêt-à-Porter (1994)
- The Hudsucker Proxy (1994)
- En verden udenfor (1994)
- Nothing to Lose (1997)
- High Fidelity (2000)
- Mission to Mars (2000)
- Mystic River (2003)
- Zathura
- War of the Worlds (2005)
- Tenacious D in The Pick of Destiny (2006)
- Catch a Fire (2006)
- City of Ember (2008)